# 掌心語
《掌心語》（日语：掌が語ること）是日本女子偶像團體AKB48於2013年時推出的歌曲。此曲是AKB48以及姊妹團體（SKE48、NMB48、HKT48）為了2011年日本東北大震之後的重建所進行的慈善活動「『為了誰』計劃」（誰かのために）的其中一環。新曲自2013年3月8日18:00開始，透過網路免費提供下載。
此曲的MV是以AKB48的成員在災區進行訪問或表演活動時的影片片段剪輯而成。與大部分AKB48的歌曲不太相同的是，此曲並沒有任何固定的選拔成員負責演唱，而在各種不同的電視節目或現場演出時，出場演唱此曲的成員組合也經常改變。

## 外部連結
- 「為了誰」計劃 （页面存档备份，存于）